# Tingena anaema
Tingena anaema är en fjärilsart som först beskrevs av Edward Meyrick 1883c.  Tingena anaema ingår i släktet Tingena och familjen praktmalar. Inga underarter finns listade i Catalogue of Life.